# Bejt Dagan
Bejt Dagan (hebrejsky בֵּית דָּגָן, podle biblického města Bét-dágon, zmiňovaného například v Knize Jozue 15,41, v oficiálním přepisu do angličtiny Bet Dagan, přepisováno též Beit Dagan) je místní rada (menší město) v Izraeli, v Centrálním distriktu.

## Geografie
Leží v nadmořské výšce 35 metrů, cca 10 kilometrů jihovýchodně od centra Tel Avivu, v metropolitní oblasti Guš Dan, na jihovýchodní části územně souvislého pásu městského osídlení aglomerace Tel Avivu, který na východ a na jih od města přechází v torzovitě dochovanou zemědělsky využívanou krajinu.
Na západě Bejt Dagan sousedí s městem Cholon, na jihozápadě s velkoměstem Rišon le-Cijon. Severovýchodně od Bejt Dagan leží Ben Gurionovo mezinárodní letiště. Město je napojeno na četné dálniční a silniční dopravní tahy v aglomeraci Tel Avivu. Severně od obce probíhá dálnice číslo 1 z Tel Avivu do Jeruzalému, západně od Bejt Dagan je pak trasována dálnice číslo 4. Podél dálnice číslo 1 probíhá i železniční trať, která zde ale nemá stanici.
Bejt Dagan leží v oblasti s hustým osídlením, v naprosté většině židovským.

## Dějiny
Bejt Dagan navazuje na stejnojmenné biblické město Bét-dágon patrně pojmenované podle filištínského boha Dágona Město se zmiňuje i v starověkých egyptských pramenech.
Během křížových výprav zde vznikla dočasně křižácká pevnost Casal Maen Později zde existovala arabská vesnice Bajt Dajan, která se během 1. poloviny 20. století rozrostla na město s více než 4000 obyvateli. Fungovaly v ní dvě základní školy. Na počátku První arabsko-izraelské války byla Bajt Dajan okupovaná v rámci Operace Chamec židovskými silami a arabské obyvatelstvo vesnici bylo vyhnáno.
Židovské vojenské jednotky považovaly Bajt Dajan za strategickou lokalitu, protože zdejší arabské obyvatelstvo mohlo narušovat dopravní spojení mezi Tel Avivem a obleženým Jeruzalémem. Okupováním Bajt Dajan roku 1948 se zároveň dařilo dokončovat židovské obklíčení arabské Jaffy. Novodobý židovský Bejt Dagan byl založen na místě vysídlené arabské vesnice už v říjnu 1948. Status místní rady získal v roce 1953. Do obce se nastěhovali zejména židovští přistěhovalci z Jemenu a severní Afriky. Ve městě fungují dvě základní školy (sekulární a náboženská), veřejná knihovna, sportovní areály a plavecký bazén.

## Demografie
Populace Beit Dagan je převážně nábožensky založená. Podle údajů z roku 2009 tvořili naprostou většinu obyvatel Židé – cca 6 700 osob (včetně statistické kategorie "ostatní", která zahrnuje nearabské obyvatele židovského původu ale bez formální příslušnosti k židovskému náboženství, cca 6 800 osob).
Jde o středně velké sídlo městského typu s trvalým růstem. Po počátečním rychlém dosídlení po roce 1948 se dostavila dlouhodobá populační stagnace, která teprve koncem 90. let 20. století přešla v rychlý populační růst v souvislosti s tím, jak se obec začlenilo do ekonomiky a realitního trhu aglomerace Tel Avivu. V roce 2009 v Bejt Dagan probíhal schvalovací proces ohledně výstavby nové obytné čtvrti s 580 byty. Po roce 2010 se demografický růst opětovně zpomalil. K 31. prosinci 2017 zde žilo 7 100 lidí.
| Rok            | 1596 | 1922  | 1931  | 1945  | 1948  | 1955  | 1961  | 1972  | 1983  | 1995  |
| -------------- | ---- | ----- | ----- | ----- | ----- | ----- | ----- | ----- | ----- | ----- |
| Počet obyvatel | 633  | 1 714 | 2 653 | 3 840 | 4 454 | 2 800 | 2 932 | 2 819 | 2 177 | 2 740 |

| Rok            | 2001  | 2002  | 2003  | 2004  | 2005  | 2006  | 2007  | 2008  | 2009  | 2010  | 2011  | 2012  | 2013  | 2014  | 2015  | 2016  | 2017  |
| -------------- | ----- | ----- | ----- | ----- | ----- | ----- | ----- | ----- | ----- | ----- | ----- | ----- | ----- | ----- | ----- | ----- | ----- |
| Počet obyvatel | 4 680 | 4 800 | 5 200 | 5 400 | 5 400 | 5 700 | 6 000 | 6 282 | 6 791 | 6 900 | 7 000 | 7 100 | 7 100 | 7 100 | 7 100 | 7 100 | 7 100 |